# 商用ソフトウェア
商用ソフトウェア（しょうようソフトウェア）とは、主に企業や会社などの団体や組織をターゲットにした有料ソフトウェアである。
市販ソフトウェアやシェアウェアのような個人向けソフトウェアではなく、ArchiCADやAutoCADに代表される建築設計用CAD・3Dモデリングソフトなど専門分野を得意とするものが多い。また高性能で多くの機能を取り揃えていることもあり、価格は個人向けソフトウェアよりも高価であるが、いくつかの機能を取り除いて価格を下げた廉価版や、教育機関向けのアカデミックパッケージも販売されている。